# Bathippus macrognathus
Bathippus macrognathus är en spindelart som först beskrevs av Tord Tamerlan Teodor Thorell 1881.  Bathippus macrognathus ingår i släktet Bathippus och familjen hoppspindlar. Inga underarter finns listade.